# Wanzai
Wanzai (chinesisch 万载县, Pinyin Wànzǎi Xiàn) ist ein Kreis, der zum Verwaltungsgebiet der bezirksfreien Stadt Yichun im Nordwesten der chinesischen Provinz Jiangxi gehört. Die Fläche beträgt 1.711 Quadratkilometer und die Einwohnerzahl 476.856 (Stand: Zensus 2010).
Die Stätte des Revolutionären Stützpunktgebiets von Hubei-Hunan-Jiangxi (Xiang’egan geming genjudi jiuzhi 湘鄂赣革命根据地旧址) steht seit 2006 auf der Liste der Denkmäler der Volksrepublik China (6-973).